# Yehudah Halevi

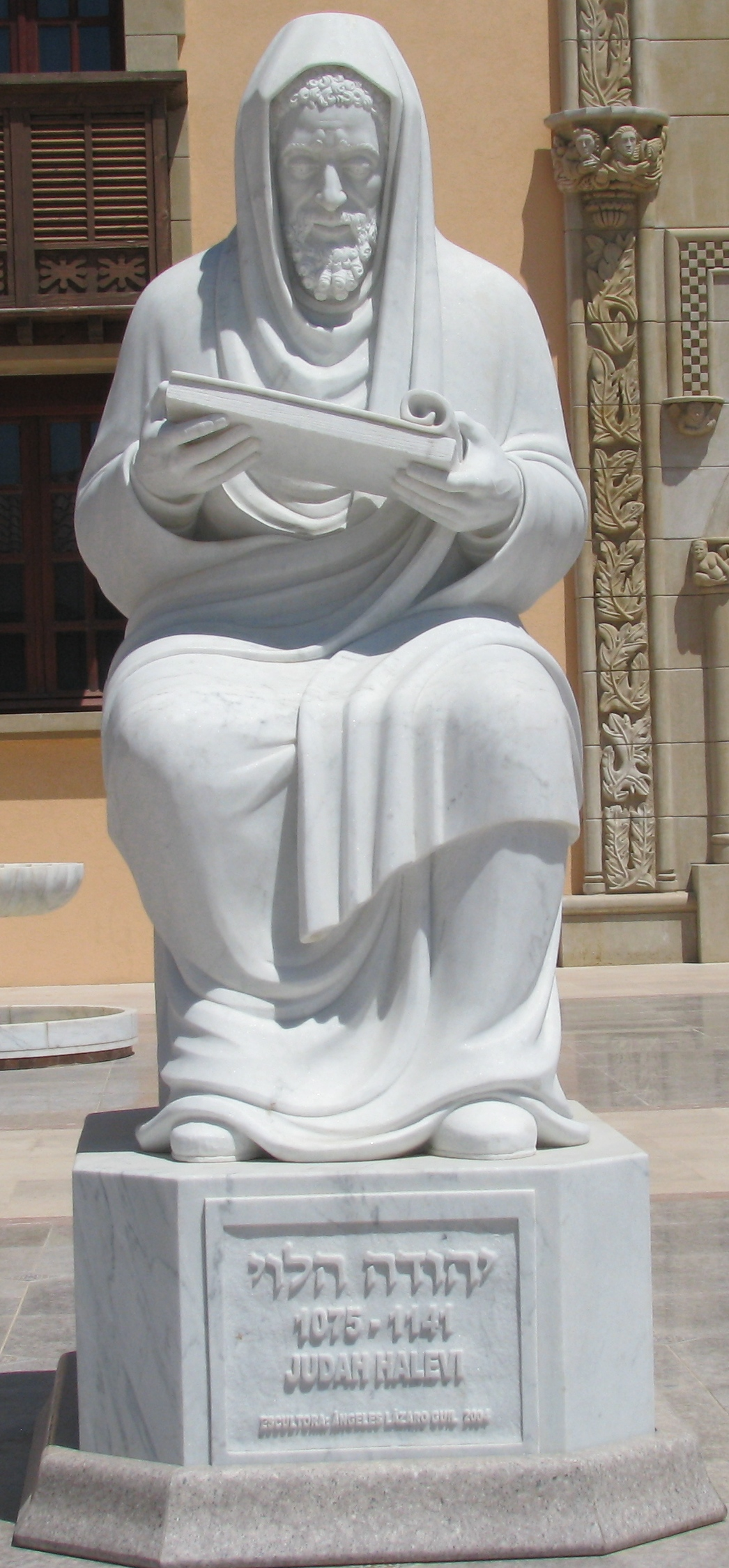
Estátua de Yehudah Halevi em Israel.

Yehudah ben Samuel Halevi   (em árabe transl. Abu-I-Hasan ibn Levi; Tudela, Navarra, c. 1070/75 -  Jerusalém, c. 1141) foi um filósofo e médico judeu do Al-Andalus e, sobretudo, junto com Ibn Gabirol e Samuel ibn Nagrela, um dos poetas judeus mais excelsos da literatura hebraico-espanhola, inventor do gênero "sionida", no qual exprimia o amor pela lonjana Jerusalém; a sua obra poética foi tanto religiosa como profana.

## Biografia
Os dados sobre a sua vida são difusos. Nascido em Toledo ou em Tudela; muito jovem, receberia o influxo da vida cultural da taifa de Saragoça, regida então pelos Banu Hude, e em cuja corte literária se encontravam intelectuais judeus, como Ibn Gabirol, ibn Yannah, Bahya ibn Paquda, Levi ibne Tabã, poetas e pensadores, e o botânico ibn Buklaris. A isso se tem de acrescentar que, simultaneamente a Ibn Nagrella em Granada, em Saragoça o cargo de vizir foi ocupado por judeus: Yekutiel ben Isaq (sob Almondir II) e Abu Alfadle ibne Hasdai (sob Amade Almoctadir, Iúçufe Almutamã e Almostaim II).
Rapaz ainda, para chegar à Andaluzia teve de atravessar  Castela, donde lhe veio o amor pela língua castelhana. De Córdova deslocou-se a Granada, onde Moisés ibne Esdras ocupava um posto importante e mandou-o chamar. Os distúrbios políticos do Alandalus obrigaram-no a voltar à Castela cristã, assentando-se em Toledo, onde travou amizade com o magnata de Afonso VI, Yosef ibn Ferrusel, funcionário público de Afonso VI, que o protegeram; dessa época é a kharxa em romance escrita por ocasião da reconquista de Guadalajara em 1080. O emprego de versos da língua popular terminando uma composição literária era frequente no Al-Andalus entre os poetas arábigo-andaluzes.
Tendo sido discípulo de Ixaque Alfaci, um dos mais famosos talmudistas do Alandalus, conhecia em profundidade o Talmude, a literatura rabínica, a poesia árabe, a filosofia grega e a medicina[carece de fontes?].
Na sua estadia em Toledo escreveu um Divã, uma coleção de poemas profanos escritos em hebraico, nos quais fez um canto à amizade, ao amor e à natureza. Nesta obra incluiu também poemas religiosos, os quais posteriormente seriam empregues na liturgia judaica, nos quais expressa o seu anseio de Deus e Sião e a sua esperança na redenção messiânica do povo judeu. Escreveu também o Livro do Kazar, diálogo em árabe no que explica o judaísmo a um converso.
Após 1108 parece ter voltado para Córdova, quando o poderio almorávida se desmoronava. Apesar da situação pouco segura dos judeus, não quis regressar a Toledo, onde exercera a medicina entre os cristãos[carece de fontes?], e decidiu seguir a rota que marcara numa obra composta entre 1130 e 1145 na defesa do judaísmo; assim, partiu para a Terra Santa (1135-45?). Não é seguro, porém, que o autor de tantos suspiros por Sião chegasse ao seu destino. Vários anos ficou perto, no Cairo, festejado pelos notáveis judeus da cidade. A ideia de Yehudah assaltado e morto por um bandido às portas de Jerusalém enquanto recitava uma "sionida" não é mais que uma bela lenda; a sua morte foi datada entre 1161 e 1178.

## A sua poesia
É considerado como o melhor poeta medieval em língua hebraica. A sua obra poética é muito extensa, inspirando-se nos temas mais variados: o amor, a amizade e o mar. Do Divã escrito em Toledo conservam-se panegíricos, cantos de casamento, elegias e composições autobiográficas.
Poeta culto, autor duma poesia lírica rica em metáforas e descrições, na qual abundam as reflexões filosóficas e religiosas. Utiliza diversas métricas e estrofes. São famosas algumas das suas kharxas profanas escritas no nascente romance, no final das muwashshahas e de gueulot e ahavot de temática religiosa, entre as que se destaca Quesudá ou Hino da criação.
Também é famosa a sua descrição de uma tempestade no mar, quando viajava para o Egito. Foi o criador do gênero poético-religioso das "sionidas".
No seu pensamento confluem as civilizações hebraica, árabe e cristã, e representa a posição judaica ortodoxa frente às religiões cristã e muçulmana, mas também frente ao pensamento filosófico-teológico de origem grega.
A sua principal obra é o chamado Kuzari ou, no seu texto árabe original, Kitab alhuyya wa-l-dalil fi nusr al-din al-dalil, ou seja, Livro da prova e do fundamento sobre a defesa da religião menospreciada, escrito entre 1130-1140, e composto de cinco discursos. O nome dado ao livro, Kuzarí, é devido a que o autor apresenta na sua obra um rei pagão —o rei dos Cazares— que quer conhecer a verdadeira religião e que, após ter acudido a filósofos aristotélicos, a cristãos e a muçulmanos, apenas encontra a verdade nas fontes bíblicas do judaísmo, das quais já tinha ouvido, mas que somente um sábio judeu ortodoxo lhe revela em toda a sua verdade e integridade. Assim, faz uma apologia do judaísmo e do que chama "a verdadeira revelação" e, ainda sendo uma obra de caráter nomeadamente edificante e apologético, abundam nela os conceitos teológicos e filosóficos. Constitui um extraordinário compêndio de tradições orais e costumes semitas.
A facilidade de improvisação poética, a fundura do pensamento e do acendrado amor pelo judaísmo são as notas mais características de Yehudah.
Homem de caráter amável, destacava-se sua facilidade para compor versos de tema ou rima forçada; esta era uma habilidade estimada entre os árabes, que gostavam de organizar competições de improvisação nas suas tertúlias literárias, e igualmente o foi entre os judeus espanhóis, fortemente arabizados.
Durante o califado de Córdova, Dunas ben Labrat introduzira na poesia hebraica a métrica árabe e a temática profana, anacreôntica, da escola de Bagdade, chamada "moderna" para a distinguir da antiga beduína pré-islâmica. Nesta poesia "moderna" cantava-se a formosura masculina e feminina, a beleza das flores, a alegria do vinho e do prazer dos banquetes, e tem numerosas poesias hebraicas deste gênero, embora sem chegar à procacidade de alguns autores árabes, regra de moderação que em geral seguiram todos os poetas hispano-hebraicos.
Com o passar do tempo começam a abundar em Yehudah as elegias pelos amigos que falecem e impõem-se os temas filosóficos e religiosos. O gênero zuhd dos árabes, carregado de tópicos sobre o desprezo do mundo e do elogio do ascetismo, está em frase de Millás Vallicrosa, "entonado por uma emoção bíblica" e não falta a influência da poesia moral de Ibn Gabirol. O tema messiânico torna-se mais presente com a ocupação pelos cruzados de Jerusalém e a aparição em Córdova do falso messias Moseh Drai, em 1130, a data precisamente que sonhara Yehudah como a do começo da Idade messiânica, provavelmente influenciado pelo cientista Abraham bar Hiyya que a calculara para 1135. Um século depois, Nahmánides faria outro cálculo semelhante.
O amor a Sião levou a Yehudah a dirigir-se a Terra Santa e na sua viagem marítima compôs uma série de poesias sobre o mar. Chegado a Alexandria, encontrou excelente acolhida e, embora ao cabo de muito tempo prosseguiu a sua viagem até Damieta, ficou ali perto de dois anos e voltou para Cairo. A sua estadia no Egito reviveu nele o gosto pela poesia profana, que alternou com a de nostalgias por Terra Santa.

## Gêneros poéticos
Yehudah é o criador do gênero "sionida", poesia geralmente de modo cássida, na que manifesta um ardente desejo de se encontrar em Jerusalém. Cultivou também um gênero já existente, o da ahabah ou amor entre Deus, amante esposo, e do povo eleito, a amada ao jeito do Cantar dos Cantares. Entre outras poesias de caráter religioso, figuram também as de lamuria pelo desterro, geulah, e os hinos de louvor ao Criador. Nesse tipo de poesia sobressaíra Selomoh ibn Gabirol com a sua "Coroa real" (Kéter Malkut), imbuída de filosofia neo-platônica e conhecimentos astronômicos; Yehudah tem menos força filosófica e menos cienticismo, pois interessa mais a Bíblia que a Filosofia e as Ciências, mais vontade em linguagem poética e sentimento religioso, como no seu famoso "Hino da Criação", de uma perfeição clássica. O despego pela filosofia está patente na sua obra apologética intitulada Kuzari, na que frente do rei dos Cazares defendem as suas crenças respectivas um filósofo, um cristão, um muçulmano e um judeu, que será o que consegue convencer ao rei.

## Obras sobre religião judaica
Para Yehudah a prova da verdade da religião judaica não fica em razões filosóficas, mas nos fatos históricos da Revelação e os milagres feitos por Deus ao povo judeu, que possui a força divina impressa por Deus a Adão e que se foi transmitindo a um só homem de cada geração até chegar ao patriarca Jacó, que a transmitiu a todos os seus descendentes. Esta teoria era de origem muçulmana, não judeu, embora já fosse utilizada por Abraão bar Hiyya. Para os muçulmanos, a luz divina transmitiu-se de geração em geração até chegar a Maomé. Em última instância, o fundamento está na filosofia neo-platônica que defendia a emanação de substâncias espirituais diretamente do Um ou Deus.  Kuzari  foi escrito em árabe com o título de "Livro da prova e do fundamento sobre a defesa da religião desprezada", traduzido depois ao hebraico por Yehuda ibn Tibbon. Responde ao ambiente polêmico religioso medieval e é uma defesa da religião judaica, um canto da sua excelência sobre as demais, às que reconhece também coisas boas.

## Obra
- HALEVI, Yehudah.  Forgotten Books, ed. Kitab al Khazari. 1905,2008. [S.l.: s.n.] ISBN 9781605067544
- Antología poética. Traduzida do hebraico. Altalena Editores, S.A. Madrid, 1983. ISBN 84-7475-152-7
- Lírica religiosa y cantos de Sión. Ed. EGA, S.L. Bilbao, 1993. ISBN 84-7726-088-5
- Nueva antología poética. Traduzida do hebraico (tr. Rosa Castelo). Ed. Hiperión, S.L. Madrid, 1997. ISBN 84-7517-531-7
- Poemas. Traduzida do hebraico (tr. Ángel Sáenz-Badillos e Judith Targorano) Ediciones Alfaguara, S.A. Madrid, 1994. ISBN 84-204-2817-5
- Haizearen hegaletan  Traduzida do basco, original em hebraico (tr. Xabier Kintana) Real Academia da Língua basca=Euskaltzaindia. Bilbao, 2002. ISBN 84-95438-07-0
- Poesia hispanohebraica Tudelana. (Yehuda ha-Levi e Abraão b. Meir Ibn Ezra) Ediciones y Libros, S.A. Pamplona, 2003. ISBN 84-85112-99-7
- Cuzary : livro da prova e da demonstração na defesa da religião menospreciada. Traduzida do hebraico (tr. Nuria Garcia i Amat e Albert Soriano i Blasco). Ediciones Indigo. Barcelona, 2001 ISBN 84-89768-51-X